# Cremaster (serie di film)
Cremaster è una serie di cinque lungometraggi, insieme a relative sculture, fotografie, disegni e libri d'artista, realizzati dall'artista e regista americano Matthew Barney. Il ciclo Cremaster è stato realizzato a partire dal 1994 e ha toccato il suo culmine in una grande mostra museale organizzata da Nancy Spector del Museo Solomon R. Guggenheim di New York, che ha girato al Museo Ludwig di Colonia e al Musée d'art Moderne a Parigi dal 2002 al 2003. Il collaboratore di Matthew Barney, Jonathan Bepler ha composto e arrangiato le colonne sonore dei film.

## Storia
Nancy Spector, curatrice del Museo Solomon R. Guggenheim ha descritto il ciclo Cremaster come "un sistema estetico auto-contenuto". Il ciclo comprende i film, le fotografie, i disegni, le sculture e le installazioni create dall'artista in combinazione con ogni episodio. Il suo punto di partenza concettuale è il muscolo maschile, la cui funzione primaria è di sollevare e abbassare i testicoli in risposta alla temperatura. Il progetto è pieno di allusioni anatomiche alla posizione degli organi riproduttivi durante il processo embrionale della differenziazione sessuale: Cremaster 1 rappresenta lo stato più "ascendente", Cremaster 5 più "disceso". Il ciclo ripete in quei momenti durante lo sviluppo sessuale precoce in cui l'esito del processo è ancora sconosciuto, nell'universo metaforico di Matthew Barney, questi momenti rappresentano una condizione di pura potenzialità.
Mentre il ciclo si è evoluto in sei anni, Matthew Barney ha guardato oltre la biologia come un modo per esplorare la creazione della forma, impiegando modelli narrativi di altri regni, come la biografia, la mitologia e la geologia. Il ciclo non è stato fatto in ordine numerico da 1 a 5, ma piuttosto nell'ordine Cremaster 4 nel 1994, Cremaster 1 nel 1995, Cremaster 5 nel 1997, Cremaster 2 nel 1999, Cremaster 3 nel 2002. L'ordine numerico è l'ordine tematico, mentre nell'ordine di produzione i film si accrescono nella qualità e ambizione della produzione e possono essere visualizzati alternativamente in qualsiasi ordine, come diverse opinioni di una serie di temi e preoccupazioni. Il ciclo sono tutti diversi in lunghezza: il più lungo è Cremaster 3, 3 ore circa, mentre i restanti quattro sono 1 ora circa ciascuno, per un totale di 7 ore circa.

## Distribuzione
- La serie completa è stata rilasciata in una serie limitata di 20 set di DVD, venduti ciascuno per almeno 100.000 dollari, in confezioni personalizzate.[3]
- Nel 2007 un disco "Cremaster 2" è stato venduto per 571.000 dollari.[4]
- I film non sono disponibili sui DVD del mercato di massa, e secondo il comunicato stampa del 2010, il ciclo "non è ora né sarà mai disponibile su DVD".[5][6]

## Personaggi ed interpreti

### Cremaster 4: 1994 ‧ 42 minuti
- The Loughton Candidate: Matthew Barney
- Loughton Ram: John Stud Jr.
- Faeries 1: Christa Bauch
- Faeries 2: Colette Guimond
- Faeries 3: Sharon Marvel
- Ascending Hack 1: Dave Molyneux
- Ascending Hack 2: Graham Molyneux
- Descending Hack 1: Steve Sinnot
- Descending Hack 2: Karl Sinnot

### Cremaster 1: 1995 ‧ 40 minuti
- Goodyear: Marti Domination
- Goodyear Chorus Girl 1: Jessica Sherwood
- Goodyear Chorus Girl 2: Brooke Albus
- Goodyear Chorus Girl 3: Sara Bearce
- Goodyear Chorus Girl 4: Celeste Bolin
- Goodyear Chorus Girl 5: Amanda Byram
- Goodyear Chorus Girl 6: Holly Carlock
- Goodyear Chorus Girl 7: Erin Caskey
- Goodyear Hostess in the Red Lounge 1: Tanyth Berkeley
- Goodyear Hostess in the Red Lounge 2: Miranda Brooks
- Goodyear Hostess in the Red Lounge 3: Kari McKahan
- Goodyear Hostess in the Red Lounge 4: Catherine Mulchahy
- Goodyear Hostess in the Green Lounge 1: Gemma Bourdon Smith
- Goodyear Hostess in the Green Lounge 2: Kathleen Crepeau
- Goodyear Hostess in the Green Lounge 3: Nina Kotov
- Goodyear Hostess in the Green Lounge 4: Jessica Sherwood

### Cremaster 5: 1997 ‧ 55 minuti
- Queen of Chain: Ursula Andress
- Fudor Sprite 1: Joanne Rha
- Fudor Sprite 2: Susan Rha
- Fudor Sprite 3: Amy Chiang
- Fudor Sprite 4: Mei-Chiao Chiu
- Fudor Sprite 5: Michelle Ingkavet
- Fudor Sprite 7: Kim Nghiem
- Giant: Matthew Barney
- Magician: Matthew Barney

### Cremaster 2: 1999 ‧ 1h 19 minuti
- Gary Gilmore: Matthew Barney
- Baby Fay La Foe: Anonymous
- Two-step Dancer 1: Cat Kubic
- Two-step Dancer 2: Sam Jalhej
- Johnny Cash: Dave Lombardo, Steve Tucker, Bruce Steele
- Frank Gilmore: Scott Ewalt
- Max Jensen: Michael Thomson
- Bessie Gilmore: Lauren Pine
- Canadian Mountie for Metamorphosis: James Pantoleon
- French Bulldog: Jacqueline Molasses
- Fay La Foe: Lenore Harris

### Cremaster 3: 2002 ‧ 3h 2 minuti
- Grand Master 1: Mike Bocchetti
- Grand Master 2: David Edward Campbell
- Grand Master 3: James Pantoleon
- The Entered Novitiate: Aimee Mullins
- Dancer: Heather Coker
- The Entered Apprentice: Matthew Barney
- Fingal: The Mighty Biggs
- Hiram Abiff: Richard Serra
- Lead Singer - Murphy's Law: Jimmy Gestapo